# شیانگ بین‌شوان
شیانگ بین‌شوان (انگلیسی: Xiang Binxuan؛ زادهٔ ۱۶ نوامبر ۲۰۰۱) ورزشکار شنای موزون اهل چین است.
وی در مسابقات کشوری و بین‌المللی در مجموع برندهٔ ۹ مدال طلا شده است.